# Saltaire (Nueva York)
Saltaire es una villa ubicada en el condado de Suffolk en el estado estadounidense de Nueva York. En el año 2000 tenía una población de 43 habitantes y una densidad poblacional de 59.8 personas por km².

## Geografía
Saltaire se encuentra ubicada en las coordenadas 40°48′17″N 73°10′22″O / 40.80472, -73.17278. Según la Oficina del Censo, la ciudad tiene un área total de 0,9 km² (0,3 mi²), de la cual 0,7 km² (0,3 mi²) es tierra y 0,2 km² (0,1 mi²) (15.15%) es agua.

## Demografía
Según la Oficina del Censo en 2000 los ingresos medios por hogar en la localidad eran de $75,252, y los ingresos medios por familia eran $49,500. Los hombres tenían unos ingresos medios de $51,250 frente a los $41,250 para las mujeres. La renta per cápita para la localidad era de $17,125. Alrededor del 11.5% de la población estaban por debajo del umbral de pobreza.